# Citizen FC
Citizen Football Club (chinês tradicional: 公民體育會), conhecido simplesmente como Citizen ou TCAA, é um  clube de Hong Kong. O time joga na Primeira Divisão do campeonato daquele local. Na temporada 2007–08 sagrou-se campeão da Copa FA de Hong Kong.

## Títulos
- Liga da Primeira Divisão de Hong Kong
  - Vice (1): 2007–08
- Hong Kong Senior Challenge Shield
  - Campeão (1): 2010–11
- Copa FA de Hong Kong
  - Campeão (1): 2007–08
  - Vice (1): 2009–10
- Liga da Segunda Divisão de Hong Kong
  - Campeão (2): 1999–2000, 2003–04